# Harvest of Empire
Harvest of Empire: The Untold Story of Latinos in America ist ein US-amerikanischer Dokumentarfilm aus dem Jahr 2012, basierend auf dem Drehbuch des Journalisten Juan González. Der Film beschreibt und erläutert den Zusammenhang zwischen einer langen Geschichte US-amerikanischer Intervention in Lateinamerika und der Problematik eines starken Einwanderungsdrucks aus Lateinamerika in die Vereinigten Staaten. In seiner Perspektive beschränkt sich der Film jedoch auf die Beschreibung der zentralamerikanischen Einwanderungsbewegungen in die USA.

## Handlung
Harvest of Empire erzählt die Geschichte der lateinamerikanischen Einwanderung in die Vereinigten Staaten auf der Grundlage der Beziehungen und Interventionen der Vereinigten Staaten mit einzelnen zentralamerikanischen Staaten:
- Mexiko: Der Film erklärt den hohen Anteil von Mexikanern in der US-amerikanischen Latino-Bevölkerung vor dem historischen Hintergrund der Besiedlung des Mittleren Westens durch mexikanische Siedler, der Annexion dieser Gebiete durch die Vereinigten Staaten im Mexikanisch-Amerikanischen Krieg (1846–1848), der Einwanderung mexikanischer Arbeitskräfte als preisgünstige Arbeiter in u. a. Landwirtschaft und Kriegsindustrie. Parallel wird der Zusammenhang zwischen den NAFTA-Verträgen, einem Anstieg der mexikanischen Arbeitslosigkeit im Niedriglohnsektor und entsprechenden Einwanderungsbemühungen von Mexikanern erläutert.
- Puerto Rico: Der Film erklärt die Herkunft puerto-ricanischer Einwanderer in den Vereinigten Staaten durch die De-facto-Kolonialisierung Puerto Ricos und die gezielte Anwerbung puerto-ricanischer Arbeitskräfte für die US-amerikanische Industrie im Nordwesten.
- Kuba: Der Film verdeutlicht einen Zusammenhang zwischen der Intervention in die inneren Angelegenheiten Kubas, der Unterstützung des diktatorischen Regimes von Fulgencio Batista (1952–1958), dessen Sturz durch Fidel Castro in 1959 und der darauf folgenden kommunistischen Diktatur Castros einerseits und der kubanischen Einwanderung in die USA – insbesondere nach Florida – andererseits.
- Dominikanische Republik: Harvest of Empire stellt die Beziehung zwischen der US-amerikanischen Intervention in der dominikanischen Republik in Form der langjährigen Unterstützung des brutalen Diktators Rafael Trujillo und der US-amerikanischen Militärintervention gegen eine Rebellion zur Wiedereinsetzung des demokratisch gewählten Präsidenten Juan Bosch in 1965 und der dominikanischen Einwanderung in die USA dar.
- Nicaragua: Die Unterstützung der Somoza-Diktatur (1934–1979) durch die Vereinigten Staaten sowie anschließend der Terrorkampagne der Contras (s. Iran-Contra-Affäre) gegen die nicaraguanische Zivilbevölkerung und sandinistische Regierung während der Präsidentschaft von Ronald Reagan werden durch den Film als Ursache für die nicaraguanische Einwanderung dargestellt.
- Guatemala: Der im Rahmen der Truman-Doktrin erfolgte Sturz der demokratisch legitimierten linken Regierung von Jacobo Arbenz in 1954 und dessen Ersatz durch den US-freundlichen Diktator Carlos Castillo Armas führte von 1960 bis 1996 zu einem Bürgerkrieg mit genozid-ähnlichen Zügen, dessen Folgen 200.000 Tote und über eine Million Flüchtlinge waren, von denen ein Großteil in die USA und Mexiko auswanderte.
- El Salvador: Die Unterstützung der Militärdiktatur in El Salvador durch die CIA führte zu einem Bürgerkrieg mit über 70.000 Toten und Hunderttausenden Flüchtlingen, die größtenteils in die Vereinigten Staaten emigrierten.